# Aconaemys sagei
Aconaemys sagei is een zoogdier uit de familie van de schijnratten (Octodontidae). De wetenschappelijke naam van de soort werd voor het eerst geldig gepubliceerd door Pearson in 1984.

## Verspreidingsgebied
De soort wordt aangetroffen in Argentinië en Chili.